# Tarnowo Podgórne

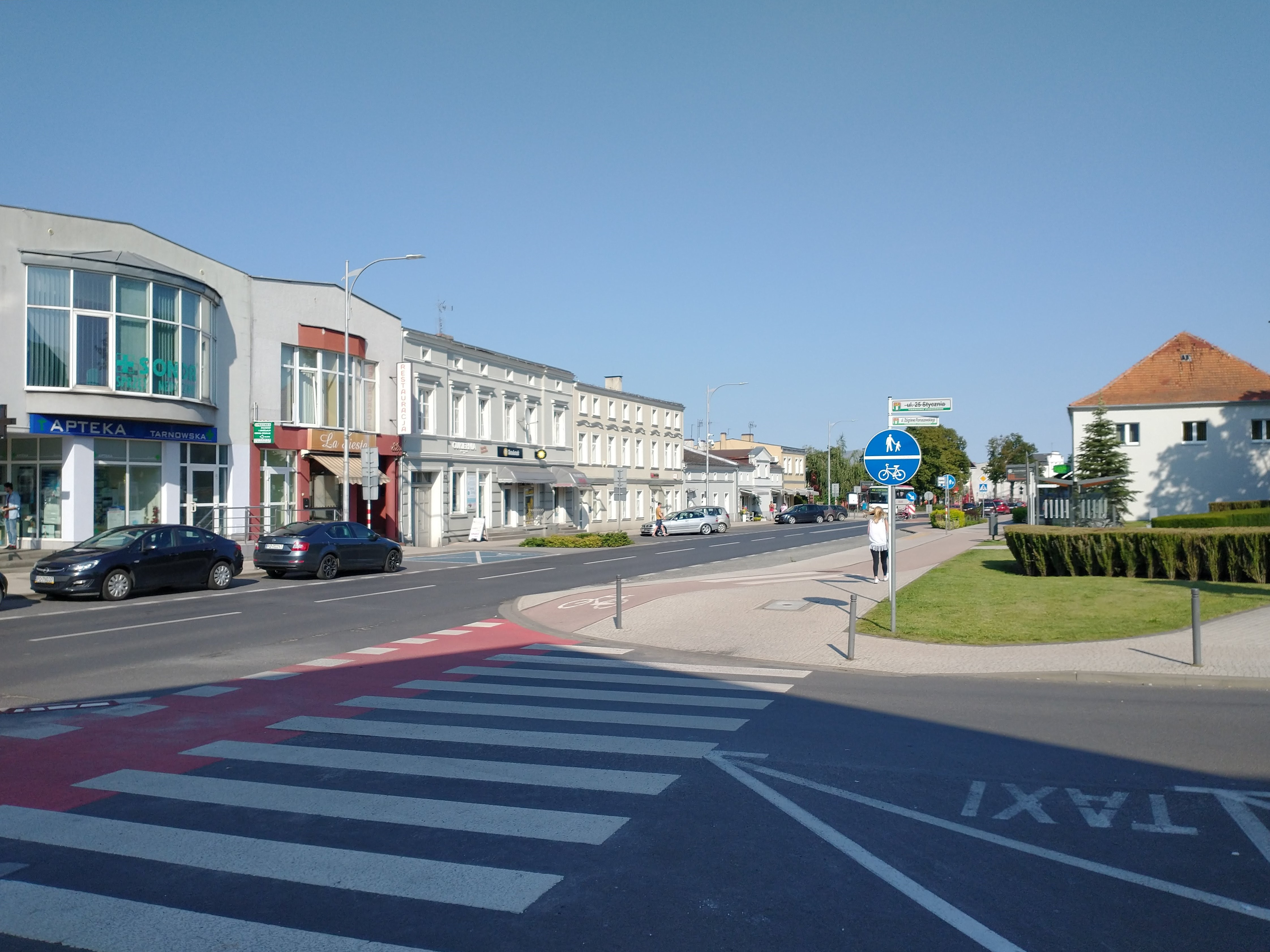
Dorpskern van Tarnowo Podgorne

Tarnowo Podgórne is een dorp in het Poolse woiwodschap Groot-Polen, in het district Poznański. De plaats maakt deel uit van de gemeente Tarnowo Podgórne en telt 3804 inwoners.